# Werneuchen
Werneuchen är en stad i östra Tyskland, belägen i Landkreis Barnim i förbundslandet Brandenburg, 27 km nordost om centrala Berlin och strax utanför Bernau bei Berlin.  Staden tillhör Storstadsregion Berlin/Brandenburg.
Stadskommunen Stadt Werneuchen bildades 2003 genom sammanslagning av staden med sex andra tidigare självständiga kommuner inom det dåvarande kommunalförbundet Amt Werneuchen.

## Geografi
Werneuchen ligger på Barnimplatån som givit namn åt regionen och det nuvarande länet Landkreis Barnim.  Staden ligger 27 km nordost om Berlin, mellan Bernau bei Berlin och Strausberg.

### Administrativ indelning
Werneuchen är sedan 2003 en amtsfri stad.  Administrativt underindelas den i:
- Werneuchens stadskärna

samt stadsdelarna som alla var kommuner innan 2003:
- Hirschfelde
- Krummensee
- Schönfeld
- Seefeld
- Tiefensee
- Weesow
- Willmersdorf

## Historia
Den tidigaste skrivna källan som staden omnämns i är från 1247.  Staden fick stadsrättigheter under medeltiden men förblev en småstad under större delen av sin historia.  1898 öppnades järnvägen Berlin-Wriezen, Wriezener Bahn, vilket ökade inflyttningen till orten då den nu låg inom pendlingsavstånd från Berlin.
Orten fick 1937 en flygbas för Luftwaffe, den 1:a jaktflygskolan.  Militärflygplatsen övertogs av Sovjet efter andra världskriget och användes för sovjetiska flygförband fram till 1993, då flygplatsen slutligen utrymdes.  Idag är flygplatsen sportflygplats.
I stadsdelen Weesow låg maj-augusti 1945 det sovjetiska interneringslägret Specialläger nummer 7, som därefter flyttades till Sachsenhausen.
1952-1993 tillhörde orten Kreis Bernau i Bezirk Frankfurt (Oder).
Efter Tysklands återförening 1990 har Werneuchen successivt slagits ihop med flera grannorter, 1992-2003 som ett kommunalförbund inom Amt Werneuchen och därefter sedan 2003 som en sammanslagen gemensam stadskommun.

## Befolkning
Werneuchen nådde sin största befolkning efter andra världskriget då många flyktingar från de tidigare tyska områdena öster om Oder kom till östra Tyskland. Under DDR-tiden sjönk stadens befolkning då bostadsbyggandet koncentrerades till större och medelstora orter.  Sedan 1990 har orten genom sin närhet och pendlingsavstånd till Berlin haft en stadig befolkningstillväxt.
| År   | Invånare |
| ---- | -------- |
| 1875 | 3 997    |
| 1890 | 4 433    |
| 1910 | 5 200    |
| 1925 | 5 574    |
| 1933 | 6 029    |
| 1939 | 7 224    |
| 1946 | 7 722    |
| 1950 | 8 248    |
| 1964 | 7 292    |
| 1971 | 7 733    |

| År   | Invånare |
| ---- | -------- |
| 1981 | 7 081    |
| 1985 | 6 920    |
| 1989 | 6 507    |
| 1990 | 6 376    |
| 1991 | 6 235    |
| 1992 | 6 150    |
| 1993 | 6 186    |
| 1994 | 6 200    |
| 1995 | 6 413    |
| 1996 | 6 634    |

| År   | Invånare |
| ---- | -------- |
| 1997 | 6 666    |
| 1998 | 6 837    |
| 1999 | 6 936    |
| 2000 | 7 152    |
| 2001 | 7 278    |
| 2002 | 7 389    |
| 2003 | 7 578    |
| 2004 | 7 774    |
| 2005 | 7 799    |
| 2006 | 7 847    |

| År   | Invånare |
| ---- | -------- |
| 2007 | 7 902    |
| 2008 | 7 957    |
| 2009 | 7 943    |
| 2010 | 7 920    |
| 2011 | 7 908    |
| 2012 | 8 026    |
| 2013 | 8 096    |
| 2014 | 8 197    |
| 2015 | 8 321    |
| 2016 | 8 584    |

| År   | Invånare |
| ---- | -------- |
| 2017 | 8 829    |
| 2018 | 8 994    |
| 2019 | 9 162    |
| 2020 | 9 226    |

Detaljerade källor anges i Wikimedia Commons..

## Kultur och sevärdheter
- Stadskyrkan Sankt Michael, uppförd 1873/74 och ritad av Robert Thiem.
- Katolska kyrkan St. Josef på Lamprechtstrasse.
- Schloss Werneuchen, uppfört i historicistisk stil 1913.
- Rittergut Hirschfelde, riddargods i stadsdelen Hirschfelde. De bevarade byggnaderna har under senare år delvis restaurerats. Till godset hör även en park.
- Medeltida bykyrkor i Hirschfelde, Krummensee, Schönfeld, Seefeld, Weesow och Willmersdorf.  Kyrkorna i Hirschfelde och Schönfeld uppvisar fortfarande krigsskador från slaget om Berlin; i Seefeld finns många gravar för stupade tyska soldater.

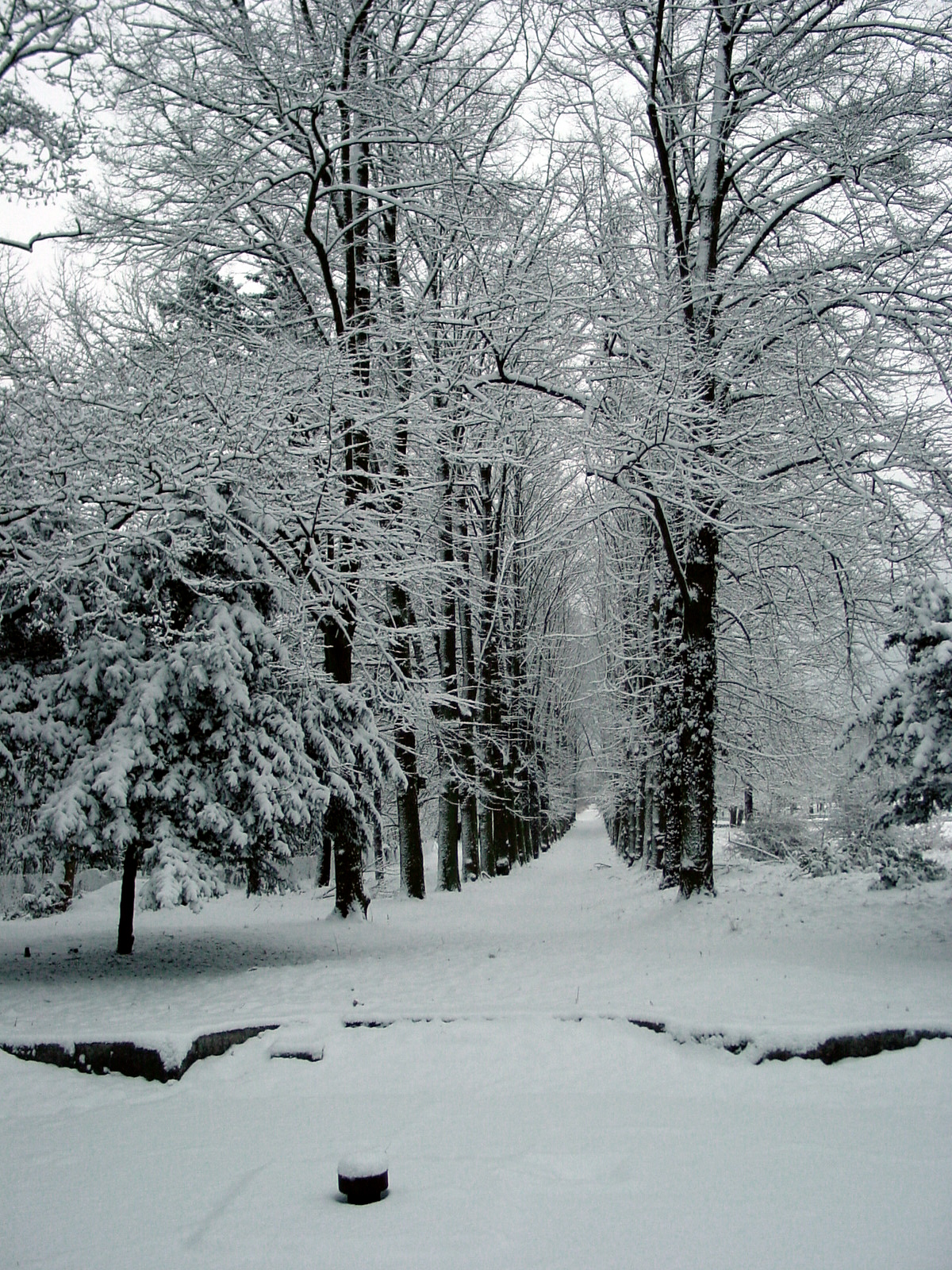
Kastanjeallé i godset Hirschfeldes park
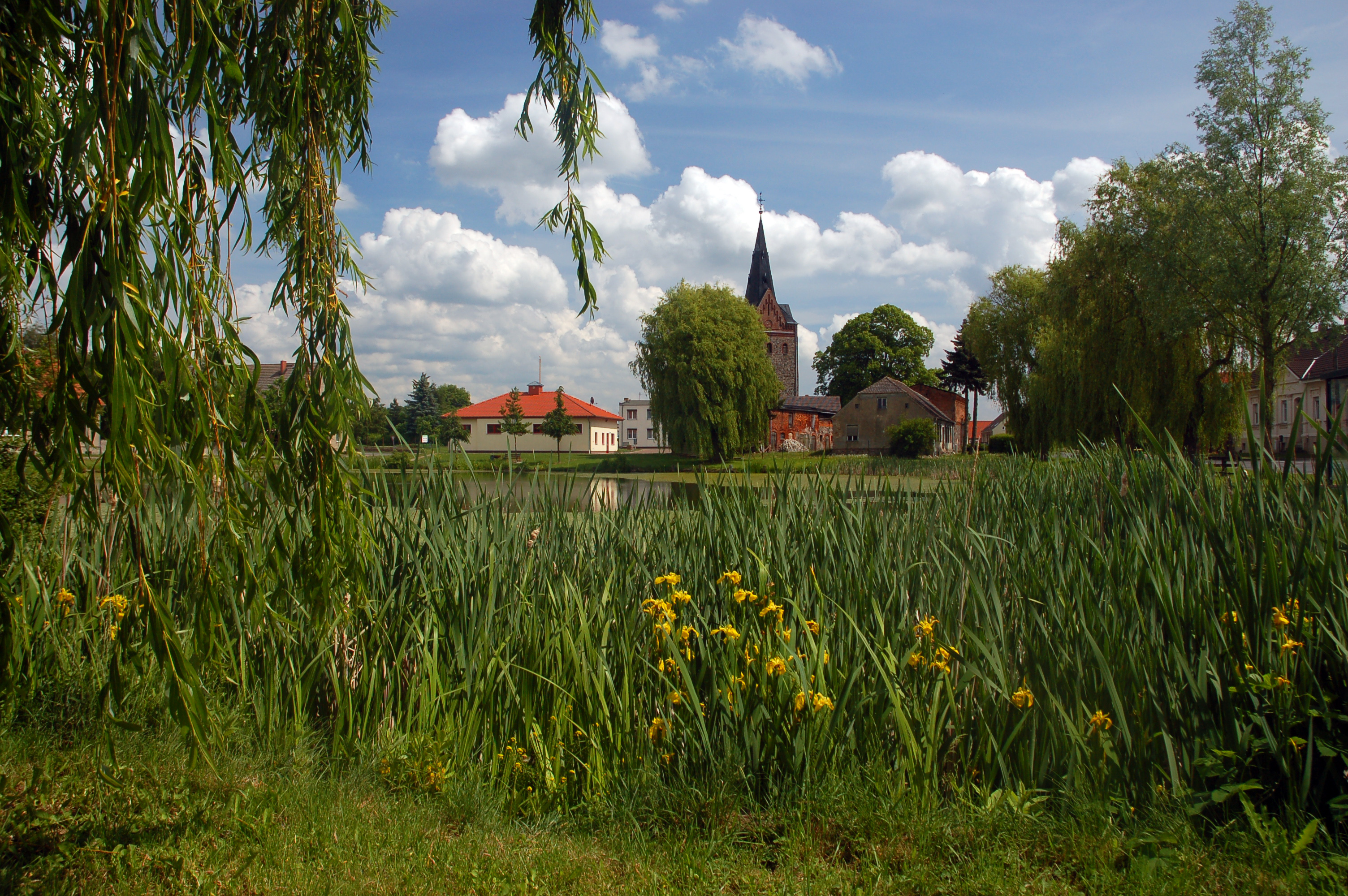
Schönfeld med bykyrkan i bakgrunden.
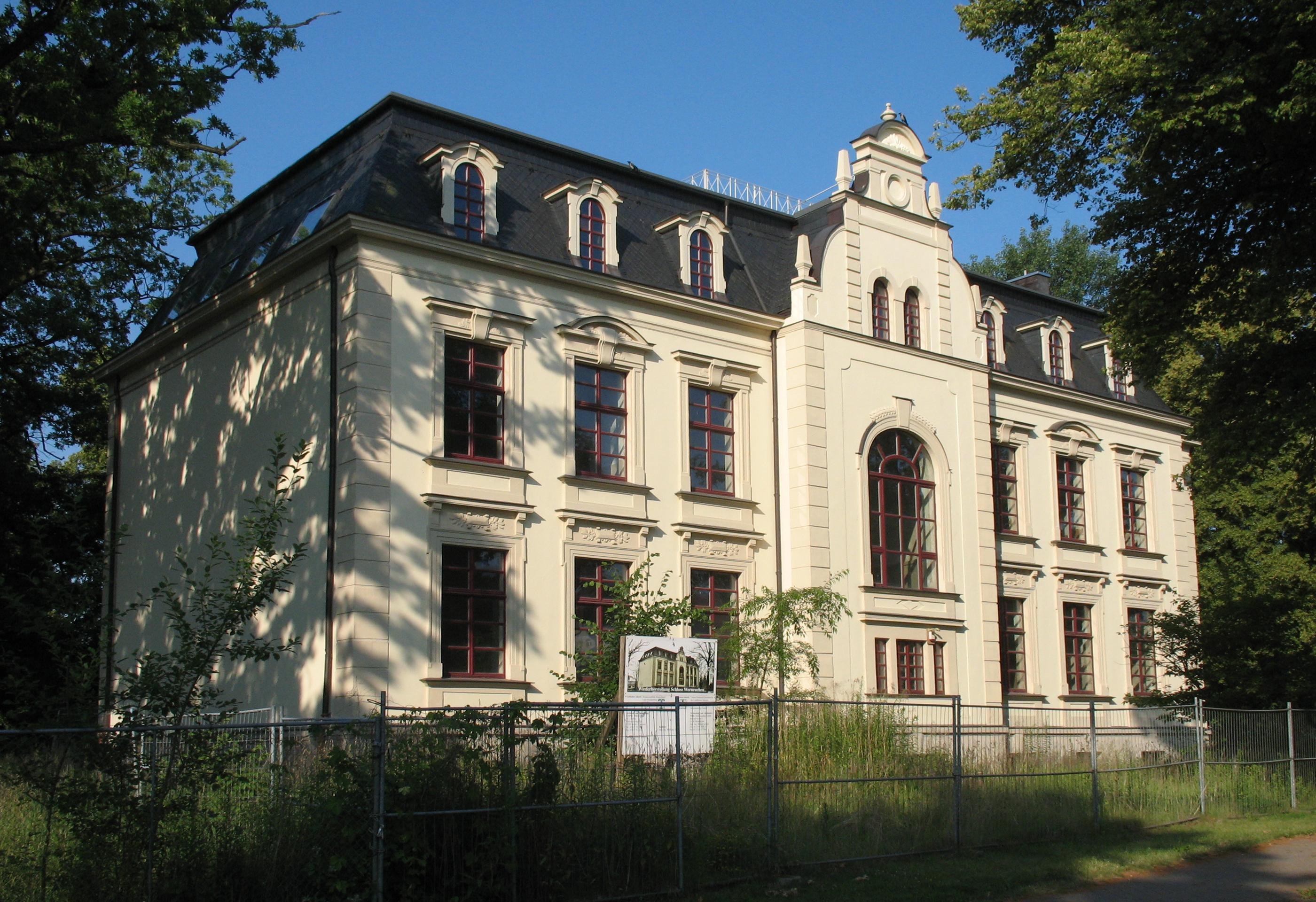
Werneuchens slott

## Näringsliv
I södra delen av kommunen dominerar jord- och skogsbruk som näring, bland annat finns här stora fruktodlingar. Norra delen av kommunen är ett populärt område för friluftsliv och naturturism, med en campingplats i Tiefensee.  Werneuchen har ett ADAC-centrum och vid Seefeld ligger ett av livsmedelskedjan Aldi Nords centrallager.

## Kommunikationer

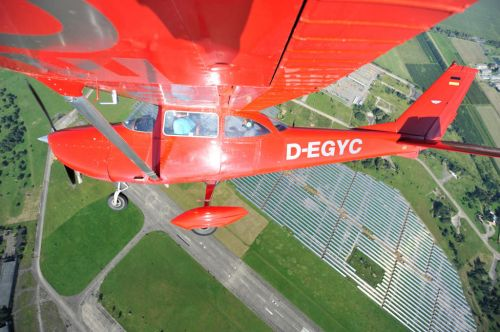
Cessna över Werneuchens flygfält.

Werneuchens järnvägsstation ligger på linjen Berlin-Wriezen.  Sedan 2006, då persontrafiken på linjen vidare mot Wriezen lades ner, är Werneuchen ändhållplats på regionaltåglinjen RB 25 från Berlin-Lichtenberg.
Den federala landsvägen Bundesstrasse 158 sammanbinder orten med Berlins ringled A 10 som ligger ca 6 km västerut, och fortsätter från Werneuchen österut genom Landkreis Barnim och Landkreis Märkisch-Oderland, mot gränsövergången till Polen vid Hohenwutzen ca 40 km österut.
Werneuchen har ett flygfält som används för sport- och privatflyg.

## Kända Werneuchenbor
- Eduard Arnhold (1849-1925), entreprenör och konstsamlare.
- Brigitte Helm (1906-1996), skådespelerska.
- Adolf Reichwein (1898-1944), pedagog, socialdemokratisk kulturpolitiker och motståndsman under Nazityskland, medlem av Kreisaukretsen.

## Vänorter
- Dziwnów, Polen, sedan 1996.
- Ustronie Morskie, Polen, sedan 1998.